# Павловка (Думіницький район)
Павловка (рос. Павловка) — присілок в Думіницькому районі Калузької області Російської Федерації.
Населення становить 12 осіб. Входить до складу муніципального утворення Село Которь.

## Історія
Від 2004 року входить до складу муніципального утворення Село Которь.

## Населення
| 2002 | 2010 | 2012 |
| ---- | ---- | ---- |
| 17   | ↘15  | ↘12  |